# کیکسهاوزن
کیکسهاوزن (به آلمانی: Kickeshausen) یک شهر در آلمان است که در بیتبورگ-پروم واقع شده‌است.